# Universidad Koç
La Universidad Koç (en turco : Koç Üniversitesi ; en inglés : Koç University) es una universidad privada turca situada en la barriada de Sarıyer, uno de los distritos de la ciudad de Estambul. Fue fundada en 1993 por el magnate del automóvil Vehbi Koç.

## Historia
La Universidad Koç comenzó en edificios temporales en İstinye en 1993, y se trasladó a su actual campus Rumelifeneri, cerca de Sarıyer, en 2000. Ocupó el puesto más alto en Turquía de la Clasificación mundial de Universidades del Times Higher Education en 2018. La Universidad Koç consta actualmente de Facultades de Ciencias Sociales y Humanidades, Ciencias Administrativas y Economía, Ciencia, Ingeniería, Derecho, Enfermería y Medicina. Ofrece 22 programas de pregrado, 29 de posgrado y 30 de doctorado y tiene una matrícula de unos 7,000 estudiantes. La Universidad acepta estudiantes internacionales de varios países y tiene una extensa red de más de 250 universidades asociadas, incluidas la Universidad de California y otras universidades, como la Universidad Northwestern, la Universidad de Cornell y la Universidad de Georgetown.